# Lech Kaczyński
Lech Aleksander Kaczyński (fil) [lɛx kaˈtʃɨɲski], född 18 juni 1949 i Warszawa, död 10 april 2010 vid en flygkrasch i ryska Smolensk, var professor i juridik och Polens president från den 23 december 2005 och fram till sin död då han omkom i flyghaveriet den 10 april 2010 i Smolensk. Son till Rajmund Kaczyński, ingenjör och deltagare i Warszawaupproret 1944[1]. 
Redan på 1970-talet var Lech Kaczynski och hans bror Jaroslaw medskapare av KOR (kommitté för försvar av arbetare) där de båda bröderna som var jurister stödde oppositionella och strejkande arbetare. År 2001, tillsammans med sin tvillingbror Jarosław Kaczyński grundade han det socialkonservativa partiet Lag och rättvisa (PiS) och var dess första ordförande 2001-2003. Lech Kaczyński var justitieminister 2000–2001 och Warszawas borgmästare 2002–2005. I presidentvalet i oktober 2005 besegrade han sin motkandidat, den liberale Donald Tusk, och svors in som president i december samma år. Som politiker gjorde sig Kaczyński känd som en visionär för Polen och det så kallade Intermarrium, ett område som ligger mellan tre hav: Östersjön, Svarta havet och Medelhavet. Han var förespråkare av en stark, demokratisk stat som värnar de svaga.  
Lech Kaczyński omkom i flygolyckan i Smolensk, då Polens militärflygplan kraschade i västra Ryssland. Vid tillfället var president Kaczyński och 89 personer från Polens politiska och militära elit, på väg för att delta i en minnesceremoni för offren i 1940 års Katynmassaker, då ca 22.000 människor ur den polska intelligentian och officerare dödades. Vid haveriet omkom samtliga ombord, 96 personer, däribland Kaczyńskis hustru Maria och de flesta av den dåvarande oppositionen ledd av Lag och Rättvisa (PiS) samt med denna sammankopplade statstjänstemän och militära ledare. Än 2016 har man inte kunnat identifiera orsaken till flyghaveriet och den ryskledda utredningen kantas av många frågetecken. Den nya Lag och Rättvisa (PiS) majoritetsregeringen som vann parlamentsvalet 2015, har tillsatt en ny, oberoende, internationell kommission och en utredning pågår för närvarande (2017). Detta trots att Ryssland vägrar lämna tillbaka det havererade flygplanet.

## Källhänvisningar
1. ↑  hämtat från: engelskspråkiga Wikipedia.[källa från Wikidata]
2. ↑   Lech Kaczyński i Nationalencyklopedins nätupplaga. Läst 16 mars 2015.